# KZ Manager
KZ Manager est un nom partagé par de nombreux jeux vidéo similaires de gestion de camp de concentration et d'extermination. Ce sont des jeux d'inspiration nazie, dont les concepteurs, allemands, sont restés anonymes, et qui sont interdits en Allemagne.

## Jeu nazi
Ils placent le joueur dans le rôle d'un commandant ou d'un directeur d'un camp de concentration nazi, où les ressources à gérer comprennent, selon la version du jeu, des prisonniers (juifs, turcs ou tziganes), des réserves de gaz toxique, de l'argent normal et divers équipements, ainsi que l'opinion publique sur la productivité du camp. KZ est l'abréviation du mot allemand Konzentrationslager, soit camp de concentration.
KZ Manager fait partie d'un ensemble de jeux vidéos qui fleurissent dans la sphère néofasciste à partir des années 1980,, qui contribuent à la propagande néonazie et qui sont dénoncés comme tels par le Centre Simon-Wiesenthal,. Le but du jeu est de faire fonctionner le camp en maintenant l'opinion publique ou d'autres ressources et jauges importantes au-dessus ou au-dessous d'un certain seuil. Dans une version, l'opinion publique augmente lorsque le manager exécute un certain nombre de prisonniers au Zyklon B. Cependant, la commande de ce gaz coûte de l'argent, qui peut être collecté en forçant les prisonniers à travailler.
Ces jeux vidéos visent les adolescents et les jeunes, afin de pouvoir les recruter au sein des cercles néo-nazis, en jouant sur la déshumanisation des minorités et en se moquant de la Shoah.

## Interdiction et circulation
Le jeu a été mis à l'index par l'Office fédéral allemand des médias nuisibles à la jeunesse, ce qui signifie qu'il est interdit de distribuer le jeu en Allemagne en raison de sa référence évidente au nazisme. Il est néanmoins distribué sous le manteau par divers canaux, en Allemagne et en Autriche.
Chaque version du jeu est sortie plusieurs fois et a commencé à circuler en Autriche et en Allemagne dans les années 1990, les premières versions étant des jeux DOS, des jeux en mode texte, des versions DOS graphiques ainsi qu'une version Windows intitulée KZ Manager Millennium. Une version Amiga a été trouvée.
En 1991, The New York Times a rapporté que KZ Manager est l'un des 140 jeux ayant des thèmes similaires. Des journaux autrichiens rapportent qu'un sondage effectué auprès d'étudiants d'une ville a révélé que 39 % d'entre eux connaissaient ces jeux et qu'ils étaient familiers à 22 % d'entre eux,, chiffres peut-être surestimés parce que, malgré la rumeur, peu de copies circulent.